# 布拉格艺术、建筑与设计学院
布拉格艺术、建筑与设计学院(捷克語：Vysoká škola uměleckoprůmyslová v Praze，缩写VŠUP)是一所位于捷克布拉格的公立艺术大学，提供绘画、插图和图形、时装设计、产品设计、平面设计、陶瓷和瓷器、摄影和建筑等学习学科。